# Holt (Alabama)
Holt es un lugar designado por el censo ubicado en el condado de Tuscaloosa en el estado estadounidense de Alabama. En el año 2000 tenía una población de 4103 habitantes y una densidad poblacional de 488,5 personas por km².

## Demografía
En el 2000 la renta per cápita promedia del hogar era de $27,273, y el ingreso promedio para una familia era de $33,165. El ingreso per cápita para la localidad era de $12,049. Los hombres tenían un ingreso per cápita de $28,212 contra $17,048 para las mujeres.

## Geografía
Holt se encuentra ubicado en las coordenadas 33°13′49″N 87°29′10″O / 33.23028, -87.48611. Según la Oficina del Censo, la localidad tiene un área total de 8,4 km² (3,2 mi²), de la cual 8,4 km² (3,2 mi²) es tierra y 0 km² (0 mi²) (0.0%) es agua.